# سیاهک‌ها
سیاهک‌ها یا سهره‌های تیره (نام علمی: Nigrita) که در گذشته با نام انگلیسی Negrofinches نامیده می‌شدند، پرندگان کوچک گنجشک‌سان متعلق به سردهٔ Nigrita در خانواده سهرگان ریز هستند. چهار گونه وجود دارد که در جنگل رشد ثانویه و درختچه‌زار در غرب، مرکز و شرق آفریقا وجود دارند.
آنها از حشرات، میوه‌ها و دانه‌ها تغذیه می‌کنند. آنها اغلب در ارتفاعات بالای درختان، معمولاً به تنهایی یا به صورت جفت به غذایابی می‌پردازند.